# 'Til Death Do Us Unite
Til Death Do Us Unite es el octavo álbum de Sodom. Tenía una portada polémica, mostrando las entrañas de una mujer embarazada desnuda y un hombre obeso presionando un cráneo humano en conjunto. Este álbum marcó el inicio de un retorno de la escena thrasher. Es el primer álbum de Sodom con el guitarrista Bernermann (actual Guitarrista de Sodom) y el baterista Bobby Schottkowski.
En este álbum se hizo el video que fue hecho para la canción "Fuck the Police".

## Lista de temas
- 1. "Frozen Screams" – 2:56
- 2. "Fuck the Police" – 3:27
- 3. "Gisela" – 2:39
- 4. "That's What an Unknown Killer Diarized" – 4:42
- 5. "Hanging Judge" – 2:46
- 6. "No Way Out" – 2:47
- 7. "Polytoximaniac" – 2:27
- 8. "'Til Death Do Us Unite" – 5:12
- 9. "Hazy Shade of Winter" – 1:59 (Simon & Garfunkel cover)
- 10. "Suicidal Justice"– 2:47
- 11. "Wander in the Valley" – 3:51
- 12. "Sow the Seeds of Discord" – 2:30
- 13. "Master of Disguise" – 3:03
- 14. "Schwerter Zu Pflugscharen" – 4:01
- 15. "Hey, Hey, Hey Rock'n Roll Star" – 4:18

- La canción "Hazy Shade of Winter" fue originalmente escrita por Paul Simon. Sodom quería que fuera un cover de la versión anterior realizada por The Bangles.

## Créditos
- Tom Angelripper – Voz, bajo
- Bernemann – Guitarra
- Bobby Schottkowski – Batería

- Datos: Q2527315